# 馬ノ山
馬ノ山（うまのやま）は鳥取県湯梨浜町にある標高106.9mの山である。山陰最古最大級の馬ノ山4号墳がある。ハワイ風土記館、馬ノ山公園などが整備されている観光スポットでもある。展望台からの見晴らしは抜群である。吉川元春が陣を構えた戦の舞台としても有名である。